# SAP IQ
SAP IQ はSybaseが開発した、ビジネスインテリジェンスやデータウェアハウスに用いられる関係データベースシステムである。元々はSybase IQという名前であったが、2010年にヨーロッパ最大級のソフトウェア企業SAPがSybaseを買収したのに伴い、「SAP IQ」に名称が変更になった。

## 特徴
列指向データベース管理システムであるSAP IQは、データを表の列に基づいて格納する。これは、一般的なDBMSに対して幾つかの利点がある；検索処理が特定の列だけを必要とする場合、その列を含むストレージのみを読み取れば良い。伝統的な行指向のデータベースでは、表全体を読み取る必要がある。
また、列指向で格納することにより、データ圧縮を逐次的に効率よく行うことができる。列それぞれに含まれるデータは同じデータ型を持ち、データ長も等しいため、データ圧縮は効率的かつ高速である。特に定義域が限定されており、行数が多い場合には、圧縮はさらに効率的になる。例えば、都道府県名を保存する場合を考えると、県名の種類は限定されているため、それぞれの県名の格納をただ1度だけ格納することで、典型的な行指向ストレージに比べて格納サイズを小さく抑えられる。

## サポートするOS
SAP IQ は以下の環境で動作する：
- Sun Solaris 64 bit
- Red Hat Linux 64/32 bit
- SUSE Linux 64/32 bit
- HP-UX 64 bit
- HP-UX Itanium 64 bit
- IBM-AIX 64 bit
- Windows 64/32 bit

## 顧客
SAP IQは1500以上の顧客の3000以上のシステムで利用されている。SAP IQは数千ユーザの同時アクセスをサポートしており、解析やデータウェアハウス環境で用いられている。
2007年6月、サン・マイクロシステムズの要請により、InfoSizing は世界でも有数の巨大なデータウェアハウスの集約性と性能を測定した。このシステムは、1ペタバイトに及ぶ構造化データ及び非構造化データから成り、BMMSoftにより設計され、Solaris 10とSybase IQを利用している。サン・マイクロシステムズとSybaseは、このベンチマークではSybase IQのアーキテクチャは非常に効率的であり、設備、処理時間、消費電力を減らすことができたと述べている。BMMSoftのデータウェアハウスへの適用では、500テラバイトのトランザクション・データと 72テラバイトのマルチメディア・データを、260テラバイトまで圧縮格納した。

## 評価
SAP IQはデータウェアハウス的なアプリケーションに最適化されている。データは追加はされても更新されることはほとんどなく、データの大部分への検索が典型的なアクセス・パターンである。列指向ストレージはデータの読み取りには高速であるが、1行を更新する場合には分割して格納された複数箇所を変更する必要があるため書き出しは低速である。しかし、大量のデータの一括投入は効率的に処理できる。一方、オンライントランザクション処理の用途では行単位で更新が行われるため、行指向の関係データベースシステムに対して性能は大幅に劣る。
バージョン 15以前では、SAP IQには更新処理を自動的にキューイングする機能が無かった。そのため、DDL や DML 文の対象のオブジェクトが使用中だと、それらの文はエラーになる場合があった。SAP IQは表を明示的にロックする方法も提供していたが、ロックの粒度は荒かった。バージョン 15以降は、設定によりDDL/DMLの処理を対象オブジェクトが使用中で無くなるまで待機させることができるようになった。